# Vilamendhoo
Vilamendhoo ist eine Insel im Süden des Ari-Atolls im Inselstaat Malediven in der Lakkadivensee (Indischer Ozean). Sie gehört zum Verwaltungsatoll Alif Dhaal (އދ).

## Geographie
Die Insel ist etwa 700 Meter lang und bis zu 200 Meter breit mit einer Größe von 12,8 Hektar.  Sie ist üppig bewachsen und liegt im Osten einer schmalen, länglichen Riffplattform.

## Tourismus
Auf Vilamendhoo betreibt das maledivische Unternehmen Crown & Champa Resorts eine Ferienanlage (Vilamendhoo Island Resort & Spa), unter anderem mit zahlreichen Wasserbungalows, die bis ins westliche Hausriff reichen.

## Verkehr und Infrastruktur
Die Insel liegt etwa 85 km südwestlich der Insel Malé und ist von dort per Wasserflugzeug in ungefähr 30 Minuten zu erreichen. Die Überfahrt mit einem Motorboot (Dhoni) kann je nach Wetterlage und Seegang bis zu sechs Stunden dauern.
Vilamendhoo verfügt über eine Stromerzeugung per Diesel-Generatoren sowie über eine Meerwasserentsalzungsanlage. Ferner wird der durch den Resortbetrieb anfallenden Müll in Quader gepresst, welche direkt zur künstlichen Insel Thilafushi, nahe Malé, verschifft und dort weiterverarbeitet oder entsorgt werden.